# جامعة غرنة الأمريكية
جامعة غيرنة الأمريكية (بالتركية: Girne Amerikan Üniversitesi)‏ هي جامعة خاصة تقع في مدينة غرنة في قبرص الشمالية تأسست عام 1985م مؤسسة للتعليم العالي على الطراز الأمريكي.

## أقسام الجامعة
- كلية الهندسة تضم 7 أقسام. الهندسة المدنية، هندسة الحاسوب، الهندسة الكهربائية والإلكترونية، الهندسة الصناعية، هندسة أنظمة الطاقة، الهندسة الميكانيكية وهندسة السيارات.
- كلية إدارة الأعمال والاقتصاد
- كلية العمارة والتصميم والفنون الجميلة: تأسست في عام 1985، كلية لديها 4 أقسام بما في ذلك قسم العمارة، قسم التصميم الداخلي، قسم التصميم الجرافيكي وقسم اللوحة. وقد تم الإعلان عن كلية واحدة من أفضل 10 كليات الهندسة المعمارية في تركيا وشمال قبرص من قبل ميماري ميديا (شبكة وسائل الإعلام المعمارية) في عام 2013.[3] وقد تم اختيار البرنامج الرئيسي في إدارة البناء باعتبارها واحدة من أفضل 100 برنامج الماجستير في العالم من قبل إدونيفرزال في عامي 2012 و2013.[4]
- كلية الصيدلة
- كلية التربية
- كلية الاتصالات
- كلية العلوم الإنسانية
- كلية الحقوق
- كلية العلوم الصحية
- كلية الدراسات العليا للعلوم والتكنولوجيا (هندسة الماجستير والدكتوراه البرامج)

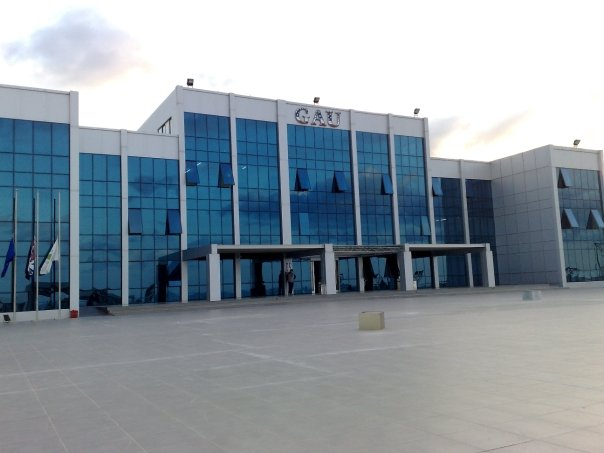
Millennium Building

- كلية الدراسات العليا للعلوم الاجتماعية (برامج الماجستير والدكتوراه)
- كلية العلوم التطبيقية
- كلية بحرية
- كلية التمريض
- كلية الرياضة والترفيه
- كلية الفنون المسرحية

## مركز البحوث
مركز البحوث للعلوم التطبيقية والهندسة والتكنولوجيا
في جامعة غرنة الأمريكية مراكز البحوث والمختبرات بحوث متقدمة يتم تنفيذها في مجالات العلوم التطبيقية والهندسة والتكنولوجيا.
المركز الدولي للدراسات التراثية
المركز الدولي للدراسات التراثية هو مركز أبحاث وتصميم تأسس داخل كلية العمارة والتصميم والفنون الجميلة (أنشئت منذ عام 2012) ويعمل على البحوث التاريخية والمناظر الطبيعية والأثرية ومشروع ترميم دير أشيروبويتوس في قبرص.

## وصلات خارجية
- الموقع الرسمي لجامعة غرنة الأمريكية (الإنجليزية)